# Maresearsia praeclara
Maresearsia praeclara is een hydroïdpoliep uit de familie Prayidae. De poliep komt uit het geslacht Maresearsia. Maresearsia praeclara werd in 1954 voor het eerst wetenschappelijk beschreven door Totton. 